# Hjälmseryds landskommun
Hjälmseryds landskommun var en tidigare kommun i Jönköpings län.

## Administrativ historik
När 1862 års kommunalförordningar trädde i kraft den 1 januari 1863 inrättades i Sverige cirka 2 400 landskommuner samt 89 städer och ett mindre antal köpingar.
Då inrättades i Hjälmseryds socken i Västra härad i Småland denna kommun.
Den 1 januari 1947 (enligt beslut den 1 mars 1946) överfördes ett område med 480 invånare samt omfattande 5,74 km², varav 5,14 km² land, bestående av hemmanen Ljungsåsa och Boo samt den del av Lammhults stationssamhälle som låg i Jönköpings län, från Hjälmseryds landskommun till Aneboda landskommun i Kronobergs län.
Vid kommunreformen 1952 bildade den storkommun genom sammanläggning med de tidigare kommunerna Hultsjö landskommun och Stockaryds landskommun.
Området ingår sedan 1974 i Sävsjö kommun.
Kommunkoden 1952-1973 var 0633.

### Kyrklig tillhörighet
I kyrkligt hänseende tillhörde kommunen Hjälmseryds församling. Den 1 januari 1952 tillkom Hultsjö församling och Stockaryds församling.

## Geografi
Hjälmseryds landskommun omfattade den 1 januari 1952 en areal av 334,99 km², varav 301,89 km² land. Efter nymätningar och arealberäkningar färdiga den 1 januari 1957 omfattade landskommunen den 1 november 1960 en areal av 334,40 km², varav 300,03 km² land.

### Tätorter i kommunen 1960
| Tätort    | Folkmängd |
| --------- | --------- |
| Stockaryd | 968       |
| Rörvik    | 517       |

Tätortsgraden i kommunen var den 1 november 1960 34,9 procent.

## Politik

### Mandatfördelning i valen 1938–1970
| 7 | 12 | 4 | 2 |

| 25 |

| 5 | 12 | 5 | 3 |

| 23 |

| 5 | 10 | 8 | 2 |

| 25 |

| 5 | 17 | 7 | 6 |

| 35 |

| 7 | 2 | 12 | 9 | 5 |

| 35 |

| 6 | 7 | 13 | 7 | 2 |

| 35 |

| 7 |  | 12 | 10 | 5 |

| 35 |

| 6 | 13 | 8 | 2 | 6 |

| 35 |

| 6 | 6 | 14 | 5 | 2 | 2 |

| 34 |